# Dorchester (Nuevo Hampshire)
Dorchester es un pueblo ubicado en el condado de Grafton en el estado estadounidense de Nuevo Hampshire. En el Censo de 2010 tenía una población de 355 habitantes y una densidad poblacional de 3,03 personas por km².

## Geografía
Dorchester se encuentra ubicado en las coordenadas 43°44′55″N 71°59′18″O / 43.74861, -71.98833. Según la Oficina del Censo de los Estados Unidos, Dorchester tiene una superficie total de 117.25 km², de la cual 115.68 km² corresponden a tierra firme y (1.33%) 1.56 km² es agua.

## Demografía
Según el censo de 2010, había 355 personas residiendo en Dorchester. La densidad de población era de 3,03 hab./km². De los 355 habitantes, Dorchester estaba compuesto por el 96.62% blancos, el 0.28% eran afroamericanos, el 0.85% eran amerindios, el 0.28% eran asiáticos, el 0% eran isleños del Pacífico, el 0% eran de otras razas y el 1.97% pertenecían a dos o más razas. Del total de la población el 0% eran hispanos o latinos de cualquier raza.